# Diabo
Diabo är en underprefektur i Elfenbenskusten. Den ligger i departementet Botro, i den centrala delen av landet, 110 km norr om huvudstaden Yamoussoukro.